# САШК Напредак
САШК Напредак (босн. Nogometni Klub Sarajevski amaterski športski klub Napredak) — боснійський футбольний клуб із Сараєво. Срібний призер першого розіграшу чемпіонату Югославії 1923 року. Загалом САШК 7 разів виступав у фінальному турнірі чемпіонату Югославії у період між двома світовими війнами. Після закінчення Другої світової війни команда була розформована. В 1999 році клуб був відновлений, а в 2000 році об'єднався з командою «Напредак». Певний час команда виступала у Першій лізі Боснії і Герцеговини, другій за силою лізі в країні. На даний час клуб грає у регіональній кантональній лізі Сараєво.

## Історія
Клуб САШК (Аматорський спортивний клуб Сараєво) був створений у 1910 році. В 1922 році вперше став переможцем чемпіонату Сараєво. Через рік команда знову перемогла в регіональній лізі, завдяки чому отримала право зіграти в першому розіграші національної першості Королівства Югославія.
В чвертьфіналі змагань САШК переміг 4:3 клуб «Хайдук» (Спліт), а у півфіналі з таким самим рахунком «Югославію» (Белград). У фіналі команда зустрічалась з представником Загреба — «Граджянскі». Завдяки голу Перо Монтля на 86-й хвилині САШК врятував нічию у першому матчі, але в переграванні «Граджянскі» здобув впевнену перемогу з рахунком 4:2 (обидва голи у складі сараєвської команди забив Антон Фелвер). В обох матчах фінальних матчах САШК грав у такому складі: Йосип Дворжак, Неджад Сулейманпашич, Франьо Штебл, Вілім Зелебор, Йосип Плачек, Душан Гаврилович, Перо Монтль, Антон Фелвер, Карло Якупець, Фердинанд Гетц, Хуго Бек. Граючим тренером команди був австрійський футболіст Фердинанд Гетц.
В наступному році САШК дістався півфіналу змагань, де поступився «Хайдуку» (1:6). Загалом клуб шість сезонів поспіль потрапляла до фінального турніру. З 1926 року до команди зі складу «Граджянскі» прийшов нападник Віктор Гетц, брат Фердинанда Гетца. Віктор є рекордсменом клубу за кількістю зіграних матчів у фінальному турнірі — 20 матчів, у яких він забив 4 голи. До п'ятірки найкращих за цим показником також входять нападник Драгутин Сібер (19 матчів і 5 голів), воротар
Векослав Гілянович (19 матчів), захисник Степан Беванда (17 матчів) і нападник Фердинанд Гетц, що є найкращим бомбардиром команди — 10 м'ячів у 17 матчах.
Всьоме САШК грав у фінальній стадії чемпіонату Югославії в 1931 році. Клуб посів п'яте місце в турнірі з шести учасників.
З початком Другої світової війни САШК виступав у чемпіонаті Хорватії і в сезоні 1940/41 посів сьоме місце у лізі. Наступний чемпіонат не був завершений, після чого в країні почали проводитись регіональні чемпіонати з наступним плей-офф для переможців. САШК регулярно вигравав першість провінції Сараєво, а в 1944 році дістався до загального фіналу, де мав зустрітись із загребським клубом ХАШК, але вирішальна гра так і не відбулась.
В 1945 році, з приходом комуністичної влади, більшість футбольних клубів в Югославії були розформовані або реорганізовані. САШК припинив своє існування.
Відновлення клубу відбулось у 1999 році. У 2000 році САШК об'єднався з командою «Напредак», заснованою в 1994 році. Новостворений САШК Напредак розпочав свої виступи у Другій лізі Боснії і Герцеговини у групі Південь. З 2001 року команда виступала в Першій лізі Боснії і Герцеговини, другій за силою лізі в країні. Перед початком сезону 2011/12 САШК Напредак об'єднався з командою «Фамос» і був понижений до регіональної ліги Сараєво.

## Статистика виступів
| Чемпіонат Югославії | Чемпіонат Югославії            | Чемпіонат Сараєво | Чемпіонат Сараєво |
| Сезон               | Результат                      | Сезон             | Результат         |
| ------------------- | ------------------------------ | ----------------- | ----------------- |
|                     |                                | 1921              | місце             |
|                     |                                | 1921–22           | місце             |
| 1923                | місце                          | 1922–23           | місце             |
| 1924                | 1/2 фіналу                     | 1923–24           | місце             |
| 1925                | 1/4 фіналу                     | 1924–25           | місце             |
| 1926                | 1/2 фіналу                     | 1925–26           | місце             |
| 1927                | 4 місце                        | 1926–27           | місце             |
| 1928                | 5 місце                        | 1927–28           | місце             |
|                     |                                | 1928–29           | місце             |
|                     |                                | 1929–30           | місце             |
| 1930-31             | 5 місце                        | 1930-31           | не брав участі    |
| 1931-32             | кваліфікаційна група — 4 місце | 1931–32           | місце             |
|                     |                                | 1932-33           | місце             |
|                     |                                | 1933-34           | місце             |
| 1934-35             | кваліфікаційна група — 4 місце | 1934-35           | місце             |
|                     |                                | 1935-36           | місце             |
| 1936-37             | фінал кваліфікації             | 1936-37           | місце             |
| 1937-38             | перший раунд кваліфікації      | 1937-38           | місце             |
|                     |                                | 1938-39           | місце             |
| 1939-40             | кваліфікаційна група — 5 місце |                   |                   |

## Досягнення
- Перша ліга Югославії:
  -  Срібний призер (1): 1924

- Чемпіонат Сараєво:
  -  Переможець (13): 1922, 1923, 1924, 1925, 1926, 1927, 1928, 1933, 1934, 1935, 1937, 1938, 1939

- Кубок Королівства Югославія:
  -  Фіналіст (1): 1930

## Тренери
- Фердинанд Гетц (1922—1924)
- Петар Зовко (1925—1927)
- Неджад Сулейманпашич (1928—1930)
- Віктор Гетц (1931)